# 灰機wiki
灰机wiki，创建于2015年2月，是一个基于MediaWiki的中文Wiki农场，创建者是MediaWiki用户SerGawen和维基开发者Reasno。创建者曾于Wikia网站上编写冰与火之歌维基，但因为某些原因决定另起炉灶。它允许用户在其平台上申请并关于创建某一特定话题的维基站点。目前由北京嘉闻杰诺网络科技有限公司进行开发和维护，已有超过10万的注册用户。是全球规模第4大的由MediaWiki所驱动的网站平台（以内容页面数量衡量）和规模第2大的MediaWiki维基农场。

目前，灰机wiki有着超过400个托管站点，进行了接近一千万次编辑。

## 发展历程
创始人之一的高昂一直喜欢研究各种世界观设定和美剧、游戏，因此他也是托管于维基农场wikia的冰与火之歌中文维基的管理员。但是wikia样式落后，限制过多，对中文的支持不佳，被墙等问题使他一直在思索为什么中国大陆没有一个维基农场，另一方面，已经步入工作第四个年头的高昂开始对自己的工作——手游策划感到厌倦。他将“自己搞一个wikia”的想法告诉了冰与火之歌中文维基的另一位管理员，也是灰机wiki的创始人谷溪，在经历一次谈话后，谷溪选择了回国与高昂一起来做这个“国内的wikia”。
灰机wiki创立后托管的第一个wiki就是冰与火之歌中文维基。
2022年1月19日因站长忘记续费服务器被误以为站点倒闭。